# Philippa xứ Hainault
Philippa xứ Hainault (tiếng Anh: Philippa of Hainault; 24 tháng 6, 1314 - 15 tháng 8, 1369) là Vương hậu nước Anh với tư cách hôn phối của Quốc vương Edward III của Anh. Edward từ khi còn là Công tước Guyenne đã hứa hôn với bà vào năm 1326 trong vòng 2 năm tiếp theo. Bà được cưới cho Edward thông qua sự ủy nhiệm, khi Vua Edward thông báo với Giám mục Coventry sẽ nhân danh Edward cưới bà tại Valenciennes vào tháng 10 năm 1327. Buổi lễ được diễn ra long trọng tại York Minster vào ngày 24 tháng 1 năm 1328, vài tháng sau khi Edward trở thành Quốc vương nước Anh.
Philippa thường chấp quyền nhiếp chính khi chồng bà Edward III phải vắng mặt trong triều, và bà thường tháp tùng theo chồng trong các cuộc viễn chinh Scotland, Pháp và Flanders. Bà được đại đa số dân nước Anh yêu mến vì lòng vị tha trắc ẩn, được minh chứng vào năm 1347 khi bà thành công khuyên Edward tha mạng cho Dân chúng ở Calais (Burghers of Calais). Và sự kiện này đã giúp gìn giữ thời kỳ hòa bình xuyên suốt thời đại trị vì lâu dài của Edward. Philippa sinh hạ cho Edward III khoảng 14 người con, trong đó nổi tiếng nhất là Edward, Hắc vương tử, một nhà lãnh tụ quân sự vĩ đại và là cha của Richard II của Anh, cháu đích tôn của bà và Edward III, về sau kế vị trở thành Quốc vương nước Anh.

## Gia thế

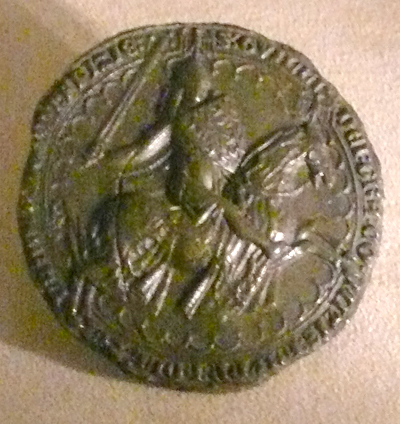
Hình khắc Bá tước William - thân phụ của Philippa - trên đồng xu.

Philippa được sinh ra tại Valenciennes thuộc Bá quốc Hainaut (County of Hainaut), quốc gia có kinh đô tại Mons, lãnh thổ bây giờ thuộc nước Bỉ. Cha bà là William I, Bá tước xứ Hainaut, mẹ bà là Joanna của Valois, một hậu duệ của Phillip III của Pháp. Bà là người con thứ 2 trong số 5 người con gái của William và Joan. Bà có người chị là Margaret, người về sau kết hôn với Hoàng đế Ludwig IV của Đế quốc La Mã Thần thánh vào năm 1324; và vào năm 1345 kế vị trở thành Quốc chủ của Hainaut với tư cách là Nữ bá tước (The suo jure Countess of Hainaut) vì cái chết của người anh trai, William II, Bá tước xứ Hainaut.
William II đương thời có quyền sở hữu cai trị trên các lãnh địa như Zealand, Holland và Frieze. Và quyền sở hữu thừa kế này được giao toàn bộ cho Margaret sau thỏa thuận giữa Philippa và chị của mình. Tuy nhiên, vào những năm 1364 đến 1365, Edward III của Anh nhân danh vợ mình là Philippa đã yêu cầu đòi lại hết các quyền thừa kế vốn có, khi những quyền này được giao chuyển cho các Công tước xứ Bavaria, Straubing. Thế nhưng Edward đã không thành công vì những xứ sở này chỉ nhận nam thừa kế.
Ban đầu, Vua Edward II nhận thấy liên minh với các khu vực Flanders sẽ có lợi, nên cử Giám mục Walter de Stapledon thay quyền Đại sứ Anh đến Flander để đề nghị hôn nhân cho người thừa kế của mình. Trên đường đi, Giám mục ghé qua Hainaut để xem thử người con gái nào thích hợp làm vợ tương lai cho Vương tử Edward, và sau đó gửi bản báo cáo chi tiết về cho nhà Vua Edward. Tuy hầu hết về sau đều dựa vào chú thích (không rõ nguồn) đây là miêu tả về Philippa, sử gia Ian Mortimer nói đây là mô tả về chị của Philippa, tên Margaret. Nội dung mô tả:

The lady whom we saw has not uncomely hair, betwixt blue-black and brown. Her head is clean-shaped; her forehead high and broad, and standing somewhat forward. Her face narrows between the eyes, and the lower part of her face is still more narrow and slender than her forehead. Her eyes are blackish-brown and deep. Her nose is fairly smooth and even, save that it is somewhat broad at the tip and also flattened, and yet it is no snub-nose. Her nostrils are also broad, her mouth fairly wide. Her lips somewhat full, and especially the lower lip. Her teeth which have fallen and grown again are white enough, but the rest are not so white. The lower teeth project a little beyond the upper; yet this is but little seen. Her ears and chin are comely enough. Her neck, shoulders, and all her body are well set and unmaimed; and nought is amiss so far as a man may see. Moreover, she is brown of skin all over, and much like her father; and in all things she is pleasant enough, as it seems to us. And the damsel will be of the age of nine years on St. John's day next to come, as her mother saith. She is neither too tall nor too short for such an age; she is of fair carriage, and well taught in all that becometh her rank, and highly esteemed and well beloved of her father and mother and of all her meinie, in so far as we could inquire and learn the truth.
.
Công nương mà chúng tôi diện kiến có mái tóc đẹp, ánh sắc trộn giữa màu xanh đen và nâu. Khuôn mặt cô hài hòa với cầng trán cao và rộng, và theo cách nào đó luôn hướng về phía trước. Khuôn mặt cô về xuống dưới càng thon nhỏ, với đôi mắt sâu to, vừa đen vừa nâu. Sống mũi cô thẳng, đỉnh mũi rộng và hơi dẹt, nhưng lại không bị hếch. Lỗ mũi khá rộng và khuôn miệng đầy đặn. Răng tuy có vài chỗ rụng nhưng đã mọc lại và trắng đều, nhưng những chỗ chưa rụng thì không trắng lắm, răng có nhấp nhô to nhỏ cao thấp khác nhau, dù không dễ nhận ra cho lắm. Tai và cằm đều khá ổn. Vùng cổ, vai và toàn thân thể đều ổn và không có thương tật, hoặc chí ít một người đàn ông bình thường nhìn vào đều chỉ có thể thấy như vậy. Bên cạnh đó, làn da của cô nương này hơi rám nắng, khắp người, giống với người cha, nhưng dù sao cũng đủ hợp nhãn theo tiêu chuẩn của chúng ta. Sắp tới ngày Thánh John thì cô nương này đủ 9 tuổi, theo như lời Bà Bá tước nói. Chiều cao không thấp cũng không quá cao, theo như độ tuổi này. Vấn đề giáo dục của cô nương này đủ tiêu chuẩn, nếu xét theo điều kiện và địa vị, đồng thời rất yêu cha và mẹ của mình. Những vấn đề còn lại, có thể chúng ta sẽ biết được về sau.

Khoảng 4 năm sau, Philippa được hứa hôn cho Vương tử Edward. Năm 1326, mùa hè, Vương hậu Isabelle đến Hainault để tìm sự giúp đỡ của Bá tước William trong âm mưu phế truất chồng mình, Vương tử Edward cũng đi cùng mẹ và cả hai gặp nhau tại đây. Vì cả hai là họ hàng cùng ông cố, nên phải có sự cho phép qua sự miễn trừ của Giáo hoàng mới có thể kết hôn. Sau cùng năm 1327, tháng 9, Giáo hoàng John XXII thông qua. Tháng 12 năm ấy, Philippa cùng đoàn tùy tùng long trọng từ Hainaut đến nước Anh, bà được hộ tống bởi người chú là John xứ Hainaut.

## Vương hậu nước Anh
Năm 1328, ngày 24 tháng 1, Philippa thành hôn với Vua Edward III tại York Minster, 11 tháng sau khi ông thành công kế vị ngai vàng. Thời điểm đó, Thái hậu Isabella và Roger Mortimer, Bá tước xứ March mới là người trị vì nước Anh trên thực tế với tư cách đồng nhiếp chính. Vì lý do này, lễ đăng quang trao vương miện của Philippa phải trì hoãn tận 2 năm, vì Thái hậu Isabella không muốn danh vị Vương hậu của con dâu có hiệu lực trong thời gian mình đang nắm quyền.
Sau khi thành hôn, Philippa và Vua Edward chuyển đến Cung điện Woodstock ở Oxfordshire. Không như các vị Vương hậu khi trước - bị triều đình Anh khó chịu và phản đối vì đem theo đoàn tùy tùng từ quê nhà mình đến Anh (toàn bộ đều là công chúa ngoại quốc), việc Philippa mang đoàn tháp tùng từ xứ Hainault đến lại không bị triều đình và dân chúng Anh dèm pha. Đến năm 1330, ngày 4 tháng 3, Philippa mới chính thức được trao vương miện trong lễ đăng quang hoành tráng ở Tu viện Westminster. Vào lúc này, bà đã mang thai tháng thứ 6, và hơn 3 tháng sau sinh ra Edward - con đầu lòng của nhà Vua, mà lại là con trai.

Vương hiệu của Philippa khi là Vương hậu nước Anh.

Tháng 10 năm ấy, sau khi đã có người thừa kế, Vua Edward thành công làm cuộc đảo chính, hạ bệ mẹ mình và Mortimer. Vì những tội lỗi trong việc tư thông và thông đồng với Thái hậu, Mortimer bị xử tử với cáo buộc phản quốc, còn Thái hậu Isabella bị ép đến Lâu đài Rising tại Norfolk. Dẫu vậy chỉ trong thời gian khá ngắn sau đó, Vua Edward đã cho ân xá, phóng thích mẹ mình khỏi sự cầm tù gò bó, điều này có lẽ là tác động bởi Vương hậu Philippa, người nổi tiếng nhân từ đương thời. Nhà học giả thời Trung Cổ là Joshua Barnes ghi lại: ["Vương hậu Philippa là một người vừa tốt bụng vừa quyến rũ, hơn hẳn những phụ nữ đương thời bởi sự ngọt ngào tự nhiên cùng đạo đức tốt đẹp"]. Sử gia Jean Froissart ghi lại về Philippa là: ["Vị Vương hậu nhân ái nhất, hào phóng nhất, lịch thiệp nhất trong số tất cả những Vương hậu cùng thời của mình"].
Với vị trí Vương hậu, Philippa thường tháp tùng Vua Edward đến Scotland cùng Châu Âu lục địa trong những năm đầu của Chiến tranh Trăm Năm, đặc biệt là với vai trò nhiếp chính. Đây cũng là sự kiện gắn liền tên tuổi của bà nhất, về lòng nhân hậu và ấm áp không hề có chút lừa dối, khi vào năm 1347, bà đã cầu xin chồng mình tha mạng cho các dân chúng vùng Calais - những người chống đối mà chính Vua Edward dự định xử tử hình. Khi Trận Neville's Cross xảy ra mà Vua Edward vắng mặt, Philippa đã dùng vị trí Vương hậu để ra lệnh cho các Lãnh chúa Neville và Percy ở phía Bắc cùng đốc thúc quân sĩ, kết quả khiến Vua của Scotland bị bắt và giam cầm.
Năm 1369, ngày 15 tháng 8, Philippa qua đời tại Lâu đài Windsor với một dạng chứng giống chứng phù nề, thọ 56 tuổi. Tang lễ của bà được cấp theo bậc quốc tang trong vòng 6 tháng, và được chôn cất ở Tu viện Westminster vào ngày 9 tháng 1 sang năm. Khoảng 8 năm sau, Vua Edward III qua đời và được táng ngay bên cạnh bà. Theo cứ liệu ghi lại, cuộc hôn nhân 40 năm của bà rất hạnh phúc.

## Tổ tiên
| \| \| \| \| \| \| \| \| \| \| \| \| \| \| \| \| \| \| \| \| 16. Bouchard IV xứ Avesnes \| \| \| \| \| \| \| \| \| \| \| \| \| \| \| \| \| \| \| \| \| \| \| \| \| \| \| \| \| \| \| \| \| \| \| \| \| \| \| \| \| \| \| \| \| \| \| \| \| \| \| \| \| \| 8. John I, Bá tước xứ Hainaut \| \| \| \| \| \| \| \| \| \| \| \| \| \| \| \| \| \| \| \| \| \| \| \| \| \| \| \| \| \| \| \| \| \| \| \| \| \| \| \| \| \| \| \| \| \| \| \| \| \| \| \| \| \| 17. Margaret II, Nữ Bá tước xứ Flanders \| \| \| \| \| \| \| \| \| \| \| \| \| \| \| \| \| \| \| \| \| \| \| \| \| \| \| \| \| \| \| \| \| \| \| \| \| \| \| \| \| \| \| \| \| \| \| \| \| \| \| \| \| \| 4. John II, Bá tước xứ Holland \| \| \| \| \| \| \| \| \| \| \| \| \| \| \| \| \| \| \| \| \| \| \| \| \| \| \| \| \| \| \| \| \| \| \| \| \| \| \| \| \| \| \| \| \| \| \| \| \| \| \| \| \| \| 18. Floris IV, Bá tước xứ Holland \| \| \| \| \| \| \| \| \| \| \| \| \| \| \| \| \| \| \| \| \| \| \| \| \| \| \| \| \| \| \| \| \| \| \| \| \| \| \| \| \| \| \| \| \| \| \| \| \| \| \| \| \| \| 9. Adelaide xứ Holland \| \| \| \| \| \| \| \| \| \| \| \| \| \| \| \| \| \| \| \| \| \| \| \| \| \| \| \| \| \| \| \| \| \| \| \| \| \| \| \| \| \| \| \| \| \| \| \| \| \| \| \| \| \| 19. Matilde xứ Brabant \| \| \| \| \| \| \| \| \| \| \| \| \| \| \| \| \| \| \| \| \| \| \| \| \| \| \| \| \| \| \| \| \| \| \| \| \| \| \| \| \| \| \| \| \| \| \| \| \| \| \| \| \| \| 2. William I, Bá tước xứ Hainaut \| \| \| \| \| \| \| \| \| \| \| \| \| \| \| \| \| \| \| \| \| \| \| \| \| \| \| \| \| \| \| \| \| \| \| \| \| \| \| \| \| \| \| \| \| \| \| \| \| \| \| \| \| \| 20. Waleran III xứ Limburg \| \| \| \| \| \| \| \| \| \| \| \| \| \| \| \| \| \| \| \| \| \| \| \| \| \| \| \| \| \| \| \| \| \| \| \| \| \| \| \| \| \| \| \| \| \| \| \| \| \| \| \| \| \| 10. Henry V, Bá tước xứ Luxembourg \| \| \| \| \| \| \| \| \| \| \| \| \| \| \| \| \| \| \| \| \| \| \| \| \| \| \| \| \| \| \| \| \| \| \| \| \| \| \| \| \| \| \| \| \| \| \| \| \| \| \| \| \| \| 21. Ermesinda xứ Luxembourg \| \| \| \| \| \| \| \| \| \| \| \| \| \| \| \| \| \| \| \| \| \| \| \| \| \| \| \| \| \| \| \| \| \| \| \| \| \| \| \| \| \| \| \| \| \| \| \| \| \| \| \| \| \| 5. Philippa xứ Luxembourg \| \| \| \| \| \| \| \| \| \| \| \| \| \| \| \| \| \| \| \| \| \| \| \| \| \| \| \| \| \| \| \| \| \| \| \| \| \| \| \| \| \| \| \| \| \| \| \| \| \| \| \| \| \| 22. Henry II, Bá tước xứ Bar \| \| \| \| \| \| \| \| \| \| \| \| \| \| \| \| \| \| \| \| \| \| \| \| \| \| \| \| \| \| \| \| \| \| \| \| \| \| \| \| \| \| \| \| \| \| \| \| \| \| \| \| \| \| 11. Margaret xứ Bar \| \| \| \| \| \| \| \| \| \| \| \| \| \| \| \| \| \| \| \| \| \| \| \| \| \| \| \| \| \| \| \| \| \| \| \| \| \| \| \| \| \| \| \| \| \| \| \| \| \| \| \| \| \| 23. Philippa xứ Dreux \| \| \| \| \| \| \| \| \| \| \| \| \| \| \| \| \| \| \| \| \| \| \| \| \| \| \| \| \| \| \| \| \| \| \| \| \| \| \| \| \| \| \| \| \| \| \| \| \| \| \| \| \| \| 1. Philippa xứ Hainaut \| \| \| \| \| \| \| \| \| \| \| \| \| \| \| \| \| \| \| \| \| \| \| \| \| \| \| \| \| \| \| \| \| \| \| \| \| \| \| \| \| \| \| \| \| \| \| \| \| \| \| \| \| \| 24. Louis IX của Pháp \| \| \| \| \| \| \| \| \| \| \| \| \| \| \| \| \| \| \| \| \| \| \| \| \| \| \| \| \| \| \| \| \| \| \| \| \| \| \| \| \| \| \| \| \| \| \| \| \| \| \| \| \| \| 12. Philippe III của Pháp \| \| \| \| \| \| \| \| \| \| \| \| \| \| \| \| \| \| \| \| \| \| \| \| \| \| \| \| \| \| \| \| \| \| \| \| \| \| \| \| \| \| \| \| \| \| \| \| \| \| \| \| \| \| 25. Marguerite xứ Provence \| \| \| \| \| \| \| \| \| \| \| \| \| \| \| \| \| \| \| \| \| \| \| \| \| \| \| \| \| \| \| \| \| \| \| \| \| \| \| \| \| \| \| \| \| \| \| \| \| \| \| \| \| \| 6. Charles, Bá tước xứ Valois \| \| \| \| \| \| \| \| \| \| \| \| \| \| \| \| \| \| \| \| \| \| \| \| \| \| \| \| \| \| \| \| \| \| \| \| \| \| \| \| \| \| \| \| \| \| \| \| \| \| \| \| \| \| 26. Jaume I của Aragon \| \| \| \| \| \| \| \| \| \| \| \| \| \| \| \| \| \| \| \| \| \| \| \| \| \| \| \| \| \| \| \| \| \| \| \| \| \| \| \| \| \| \| \| \| \| \| \| \| \| \| \| \| \| 13. Isabella xứ Aragon \| \| \| \| \| \| \| \| \| \| \| \| \| \| \| \| \| \| \| \| \| \| \| \| \| \| \| \| \| \| \| \| \| \| \| \| \| \| \| \| \| \| \| \| \| \| \| \| \| \| \| \| \| \| 27. Jolán của Hungary \| \| \| \| \| \| \| \| \| \| \| \| \| \| \| \| \| \| \| \| \| \| \| \| \| \| \| \| \| \| \| \| \| \| \| \| \| \| \| \| \| \| \| \| \| \| \| \| \| \| \| \| \| \| 3. Joan de Valois \| \| \| \| \| \| \| \| \| \| \| \| \| \| \| \| \| \| \| \| \| \| \| \| \| \| \| \| \| \| \| \| \| \| \| \| \| \| \| \| \| \| \| \| \| \| \| \| \| \| \| \| \| \| 28. Charles I xứ Anjou \| \| \| \| \| \| \| \| \| \| \| \| \| \| \| \| \| \| \| \| \| \| \| \| \| \| \| \| \| \| \| \| \| \| \| \| \| \| \| \| \| \| \| \| \| \| \| \| \| \| \| \| \| \| 14. Charles II xứ Anjou \| \| \| \| \| \| \| \| \| \| \| \| \| \| \| \| \| \| \| \| \| \| \| \| \| \| \| \| \| \| \| \| \| \| \| \| \| \| \| \| \| \| \| \| \| \| \| \| \| \| \| \| \| \| 29. Beatrice xứ Provence \| \| \| \| \| \| \| \| \| \| \| \| \| \| \| \| \| \| \| \| \| \| \| \| \| \| \| \| \| \| \| \| \| \| \| \| \| \| \| \| \| \| \| \| \| \| \| \| \| \| \| \| \| \| 7. Margaret, Nữ Bá tước xứ Anjou \| \| \| \| \| \| \| \| \| \| \| \| \| \| \| \| \| \| \| \| \| \| \| \| \| \| \| \| \| \| \| \| \| \| \| \| \| \| \| \| \| \| \| \| \| \| \| \| \| \| \| \| \| \| 30. István V của Hungary \| \| \| \| \| \| \| \| \| \| \| \| \| \| \| \| \| \| \| \| \| \| \| \| \| \| \| \| \| \| \| \| \| \| \| \| \| \| \| \| \| \| \| \| \| \| \| \| \| \| \| \| \| \| 15. Maria của Hungary \| \| \| \| \| \| \| \| \| \| \| \| \| \| \| \| \| \| \| \| \| \| \| \| \| \| \| \| \| \| \| \| \| \| \| \| \| \| \| \| \| \| \| \| \| \| \| \| \| \| \| \| \| \| 31. Erzsébet Người Cuman \| \| \| \| \| \| \| \| \| \| \| \| \| \| \| \| \| \| \| \| \| \| \| \| \| \| \| \| \| \| \| \| \| \| \| \| \| \| \| \| \| \| \| \| \| \| \| \| \| \| \| \| |                                         |  |  |  |  |  |  |  |  |  |  |  |  |  |  |  |
| |                                         |  |  |  |  |  |  |  |  |  |  |  |  |  |  |  |
| | 16. Bouchard IV xứ Avesnes              |  |  |  |  |  |  |  |  |  |  |  |  |  |  |  |
| |                                         |  |  |  |  |  |  |  |  |  |  |  |  |  |  |  |
| |                                         |  |  |  |  |  |  |  |  |  |  |  |  |  |  |  |
| | 8. John I, Bá tước xứ Hainaut           |  |  |  |  |  |  |  |  |  |  |  |  |  |  |  |
| |                                         |  |  |  |  |  |  |  |  |  |  |  |  |  |  |  |
| |                                         |  |  |  |  |  |  |  |  |  |  |  |  |  |  |  |
| | 17. Margaret II, Nữ Bá tước xứ Flanders |  |  |  |  |  |  |  |  |  |  |  |  |  |  |  |
| |                                         |  |  |  |  |  |  |  |  |  |  |  |  |  |  |  |
| |                                         |  |  |  |  |  |  |  |  |  |  |  |  |  |  |  |
| | 4. John II, Bá tước xứ Holland          |  |  |  |  |  |  |  |  |  |  |  |  |  |  |  |
| |                                         |  |  |  |  |  |  |  |  |  |  |  |  |  |  |  |
| |                                         |  |  |  |  |  |  |  |  |  |  |  |  |  |  |  |
| | 18. Floris IV, Bá tước xứ Holland       |  |  |  |  |  |  |  |  |  |  |  |  |  |  |  |
| |                                         |  |  |  |  |  |  |  |  |  |  |  |  |  |  |  |
| |                                         |  |  |  |  |  |  |  |  |  |  |  |  |  |  |  |
| | 9. Adelaide xứ Holland                  |  |  |  |  |  |  |  |  |  |  |  |  |  |  |  |
| |                                         |  |  |  |  |  |  |  |  |  |  |  |  |  |  |  |
| |                                         |  |  |  |  |  |  |  |  |  |  |  |  |  |  |  |
| | 19. Matilde xứ Brabant                  |  |  |  |  |  |  |  |  |  |  |  |  |  |  |  |
| |                                         |  |  |  |  |  |  |  |  |  |  |  |  |  |  |  |
| |                                         |  |  |  |  |  |  |  |  |  |  |  |  |  |  |  |
| | 2. William I, Bá tước xứ Hainaut        |  |  |  |  |  |  |  |  |  |  |  |  |  |  |  |
| |                                         |  |  |  |  |  |  |  |  |  |  |  |  |  |  |  |
| |                                         |  |  |  |  |  |  |  |  |  |  |  |  |  |  |  |
| | 20. Waleran III xứ Limburg              |  |  |  |  |  |  |  |  |  |  |  |  |  |  |  |
| |                                         |  |  |  |  |  |  |  |  |  |  |  |  |  |  |  |
| |                                         |  |  |  |  |  |  |  |  |  |  |  |  |  |  |  |
| | 10. Henry V, Bá tước xứ Luxembourg      |  |  |  |  |  |  |  |  |  |  |  |  |  |  |  |
| |                                         |  |  |  |  |  |  |  |  |  |  |  |  |  |  |  |
| |                                         |  |  |  |  |  |  |  |  |  |  |  |  |  |  |  |
| | 21. Ermesinda xứ Luxembourg             |  |  |  |  |  |  |  |  |  |  |  |  |  |  |  |
| |                                         |  |  |  |  |  |  |  |  |  |  |  |  |  |  |  |
| |                                         |  |  |  |  |  |  |  |  |  |  |  |  |  |  |  |
| | 5. Philippa xứ Luxembourg               |  |  |  |  |  |  |  |  |  |  |  |  |  |  |  |
| |                                         |  |  |  |  |  |  |  |  |  |  |  |  |  |  |  |
| |                                         |  |  |  |  |  |  |  |  |  |  |  |  |  |  |  |
| | 22. Henry II, Bá tước xứ Bar            |  |  |  |  |  |  |  |  |  |  |  |  |  |  |  |
| |                                         |  |  |  |  |  |  |  |  |  |  |  |  |  |  |  |
| |                                         |  |  |  |  |  |  |  |  |  |  |  |  |  |  |  |
| | 11. Margaret xứ Bar                     |  |  |  |  |  |  |  |  |  |  |  |  |  |  |  |
| |                                         |  |  |  |  |  |  |  |  |  |  |  |  |  |  |  |
| |                                         |  |  |  |  |  |  |  |  |  |  |  |  |  |  |  |
| | 23. Philippa xứ Dreux                   |  |  |  |  |  |  |  |  |  |  |  |  |  |  |  |
| |                                         |  |  |  |  |  |  |  |  |  |  |  |  |  |  |  |
| |                                         |  |  |  |  |  |  |  |  |  |  |  |  |  |  |  |
| | 1. Philippa xứ Hainaut                  |  |  |  |  |  |  |  |  |  |  |  |  |  |  |  |
| |                                         |  |  |  |  |  |  |  |  |  |  |  |  |  |  |  |
| |                                         |  |  |  |  |  |  |  |  |  |  |  |  |  |  |  |
| | 24. Louis IX của Pháp                   |  |  |  |  |  |  |  |  |  |  |  |  |  |  |  |
| |                                         |  |  |  |  |  |  |  |  |  |  |  |  |  |  |  |
| |                                         |  |  |  |  |  |  |  |  |  |  |  |  |  |  |  |
| | 12. Philippe III của Pháp               |  |  |  |  |  |  |  |  |  |  |  |  |  |  |  |
| |                                         |  |  |  |  |  |  |  |  |  |  |  |  |  |  |  |
| |                                         |  |  |  |  |  |  |  |  |  |  |  |  |  |  |  |
| | 25. Marguerite xứ Provence              |  |  |  |  |  |  |  |  |  |  |  |  |  |  |  |
| |                                         |  |  |  |  |  |  |  |  |  |  |  |  |  |  |  |
| |                                         |  |  |  |  |  |  |  |  |  |  |  |  |  |  |  |
| | 6. Charles, Bá tước xứ Valois           |  |  |  |  |  |  |  |  |  |  |  |  |  |  |  |
| |                                         |  |  |  |  |  |  |  |  |  |  |  |  |  |  |  |
| |                                         |  |  |  |  |  |  |  |  |  |  |  |  |  |  |  |
| | 26. Jaume I của Aragon                  |  |  |  |  |  |  |  |  |  |  |  |  |  |  |  |
| |                                         |  |  |  |  |  |  |  |  |  |  |  |  |  |  |  |
| |                                         |  |  |  |  |  |  |  |  |  |  |  |  |  |  |  |
| | 13. Isabella xứ Aragon                  |  |  |  |  |  |  |  |  |  |  |  |  |  |  |  |
| |                                         |  |  |  |  |  |  |  |  |  |  |  |  |  |  |  |
| |                                         |  |  |  |  |  |  |  |  |  |  |  |  |  |  |  |
| | 27. Jolán của Hungary                   |  |  |  |  |  |  |  |  |  |  |  |  |  |  |  |
| |                                         |  |  |  |  |  |  |  |  |  |  |  |  |  |  |  |
| |                                         |  |  |  |  |  |  |  |  |  |  |  |  |  |  |  |
| | 3. Joan de Valois                       |  |  |  |  |  |  |  |  |  |  |  |  |  |  |  |
| |                                         |  |  |  |  |  |  |  |  |  |  |  |  |  |  |  |
| |                                         |  |  |  |  |  |  |  |  |  |  |  |  |  |  |  |
| | 28. Charles I xứ Anjou                  |  |  |  |  |  |  |  |  |  |  |  |  |  |  |  |
| |                                         |  |  |  |  |  |  |  |  |  |  |  |  |  |  |  |
| |                                         |  |  |  |  |  |  |  |  |  |  |  |  |  |  |  |
| | 14. Charles II xứ Anjou                 |  |  |  |  |  |  |  |  |  |  |  |  |  |  |  |
| |                                         |  |  |  |  |  |  |  |  |  |  |  |  |  |  |  |
| |                                         |  |  |  |  |  |  |  |  |  |  |  |  |  |  |  |
| | 29. Beatrice xứ Provence                |  |  |  |  |  |  |  |  |  |  |  |  |  |  |  |
| |                                         |  |  |  |  |  |  |  |  |  |  |  |  |  |  |  |
| |                                         |  |  |  |  |  |  |  |  |  |  |  |  |  |  |  |
| | 7. Margaret, Nữ Bá tước xứ Anjou        |  |  |  |  |  |  |  |  |  |  |  |  |  |  |  |
| |                                         |  |  |  |  |  |  |  |  |  |  |  |  |  |  |  |
| |                                         |  |  |  |  |  |  |  |  |  |  |  |  |  |  |  |
| | 30. István V của Hungary                |  |  |  |  |  |  |  |  |  |  |  |  |  |  |  |
| |                                         |  |  |  |  |  |  |  |  |  |  |  |  |  |  |  |
| |                                         |  |  |  |  |  |  |  |  |  |  |  |  |  |  |  |
| | 15. Maria của Hungary                   |  |  |  |  |  |  |  |  |  |  |  |  |  |  |  |
| |                                         |  |  |  |  |  |  |  |  |  |  |  |  |  |  |  |
| |                                         |  |  |  |  |  |  |  |  |  |  |  |  |  |  |  |
| | 31. Erzsébet Người Cuman                |  |  |  |  |  |  |  |  |  |  |  |  |  |  |  |
| |                                         |  |  |  |  |  |  |  |  |  |  |  |  |  |  |  |
| |                                         |  |  |  |  |  |  |  |  |  |  |  |  |  |  |  |

## Hậu duệ
| Tên                              | Chân dung | Ngày sinh và ngày mất                                              | Ghi chú |
| -------------------------------- | --------- | ------------------------------------------------------------------ | --- |
| Edward, Hắc vương tử             |           | 15 tháng 6 năm 1330 - 8 tháng 6 năm 1376 (45 tuổi)                 | Kết hôn với Joan xứ Kent. Có hậu duệ, gồm Edward xứ Angoulême và Richard II của Anh. |
| Isabella, Bà Bá tước xứ Bedford  |           | 16 tháng 6 năm 1332 - khoảng tháng 4 năm 1382 (46 tuổi)            | Kết hôn với Enguerrand VII de Coucy. Có hậu duệ. |
| Joan Plantagenet                 |           | 1333 hoặc 1334 - 1 tháng 7 năm 1348 (14 tuổi)                      | Đính hôn với Pedro của Castile, qua đời vì Cái chết đen. |
| William xứ Hatfield              |           | Tháng 12 năm 1336                                                  | Sinh non. |
| Lionel, Công tước xứ Clarence    |           | 29 tháng 11 năm 1338 - 7 tháng 10 năm 1368 (29 tuổi)               | - Kết hôn (1) Elizabeth de Burgh, Nữ Bá tước xứ Ulster thứ 4, có hậu duệ. - Kết hôn (2) Violante Visconti, không hậu duệ.                                                                             |
| John, Công tước xứ Lancaster     |           | 6 tháng 3 năm 1340 - 3 tháng 2 năm 1399 (58 tuổi)                  | - Kết hôn (1) Blanche xứ Lancaster, có hậu duệ (gồm Henry IV của Anh). - Kết hôn (2) Infanta Constance của Castile, có hậu duệ. - Kết hôn (3) Katherine Swynford, có hậu duệ (gồm Henry VII của Anh). |
| Edmund, Công tước xứ York        |           | 5 tháng 6 năm 1341 - 1 tháng 8 năm 1402 (61 tuổi)                  | - Kết hôn (1) Infanta Isabella của Castile, có hậu duệ. - Kết hôn (2) Joan Holland, không hậu duệ. |
| Blanche Plantagenet              |           | Tháng 3 năm 1342                                                   | Sinh non. |
| Mary xứ Waltham                  |           | 10 tháng 10 năm 1344 - Tháng 9 năm 1361 (16 tuổi)                  | Kết hôn với John IV, Công tước xứ Bretagne. Không hậu duệ. |
| Margaret, Bà Bá tước xứ Pembroke |           | 20 tháng 7 năm 1346 - Khoảng tháng 12 năm 1361                     | Kết hôn với John Hastings, Bá tước xứ Pembroke thứ 2. Không hậu duệ. |
| Thomas xứ Windsor                |           | Mùa hè năm 1347 - Tháng 9 năm 1348                                 | Chết non vì Cái chết đen. |
| William xứ Windsor               |           | Khoảng trước 24 tháng 6 năm 1348 - Khoảng trước 5 tháng 9 năm 1348 | Chết non. |
| Thomas, Công tước xứ Gloucester  |           | 7 tháng 1 năm 1355 - 9 tháng 9 năm 1397 (42 tuổi)                  | Kết hôn với Eleanor de Bohun, có hậu duệ. |

## Tư liệu tham khảo
- Salmonson, Jessica Amanda. (1991) The Encyclopedia of Amazons. Paragon House. page 212. ISBN 1-55778-420-5
- Weir, Alison (1999). Britain's Royal Family: A Complete Genealogy. The Bodley Head London, UK. ISBN 0-7126-7448-9. page 92.
- Ashley, Mike (2002). British Kings & Queens. Carroll & Graf. ISBN 0-7867-1104-3. pages 185 & 186.
- Sury, Geoffroy G., « Bayern Straubing Hennegau: la Maison de Bavière en Hainaut, XIVe – XVe s. », (2nd Ed.), Geoffroy G. Sury, Edit., Brussels, 2010. pp. 55, 66 & 128.
- Arnold, Margot. Queen Consorts of England: The Power Behind the Throne. New York: Facts On File, 1993.